# Председнички избори у САД 1952.
Председнички избори у САД 1952. су били 42. председнички избори по редоследу. Такмичили су се генерал Двајт Д. Ајзенхауер, херој из Другог светског рата и бивши гувернер Илиноиса Адлеј Стивенсон. Ајзенхауер је убедљиво победио на изборима, и тако окончао низ победа Демократа на председничким изборима који је почео на Председничким изборима у САД 1932.

## Главни кандидати
| Lp. | Слика | Име                 | Слика | Кандидат за потпредседника | Странка               |
| --- | ----- | ------------------- | ----- | -------------------------- | --------------------- |
| 1.  |       | Двајт Д. Ајзенхауер |       | Ричард Никсон              | Републиканска странка |
| 2.  |       | Адлеј Стивенсон     |       | Џон Спаркман               | Демократска странка   |

## Резултати
| Кандидат            | Странка               | Гласови    | Гласови  | Изборници |
| Кандидат            | Странка               | Број       | Проценат | Изборници |
| ------------------- | --------------------- | ---------- | -------- | --------- |
| Двајт Д. Ајзенхауер | Републиканска странка | 34.075.529 | 55,18%   | 442       |
| Адлеј Стивенсон II  | Демократска странка   | 27.375.090 | 44,33%   | 89        |
| Винсент Халинан     | Прогресивна           | 140.746    | 0,23%    | 0         |
| Остали кандидати    | Остали кандидати      | 160.577    | 0,27%    | 0         |
| Укупно              | Укупно                | 61.751.942 | 100%     | 531       |